# Concerto for Free Bass Accordion
El Concerto for Free Bass Accordion (Concierto para Acordeón Basseti) fue escrito para el Acordeón de Bajos Gratuito (Basseti) por John Serry Sr. y fue revisado en 1966. Una transcripción para piano solo fue completada en 1995 y revisada en 2002. Escrita en forma de concierto de música clásica, ilustra la amplia gama de cualidades orquestales del acordeón de bajos gratuito y subraya la idoneidad del instrumento para interpretaciones como un instrumento solista robusto en el escenario de concierto clásico.
La obra fue registrada por el compositor como Concerto en Do major para el Acordeón Bassetti en 1968 y dedicada a Julio Giulietti (un importante promotor del instrumento en los Estados Unidos). La obra es digno de mención en la medida en que representa un intento por parte de un acordeonista de completar una composición clásica para un instrumento para el que se escribió relativamente poca música clásica en Estados Unidos a principios del siglo XX.
La partitura fue estrenada por un estudiante del compositor (Joseph Nappi) durante el Campeonato Competición de Estados Unidos de la Asociación Americana de Acordonistas en Long Island, Nueva York en 1964. Entre los miembros del jurado oficial que revisaron la composición estaba el acordeonista Charles Magnante, un miembro fundador de la Asociación Americana de Acordeonistas. La composición fue posteriormente transcrita para piano solo en 1995 por el compositor y revisada en 2002. Se describe en la versión de piano revisada a continuación.

## Música

### Estructura
La composición está escrita en forma de concierto tradicional de tres movimientos pero sin conjunto orquestal. La intención del compositor era ilustra las vastas tonalidades orquestales y la flexibilidad armónica del instrumento de bajo gratuito, mostrando su potencial como instrumento solista y como entidad orquestal. Con esto en mente, el compositor asignó la voz normalmente reservada para la orquesta el solista de acordeón junto con los pasajes para solistas virtuosos tradicionales. La composición resultante es poco ortodoxa en su estructura, pero le brinda al virtuoso solista la oportunidad de expresar plenamente la gama completa de ajustes armónicos de láminas del instrumento, que se extienden desde las flautas altas a través del rango de oboe hasta los ajustes de clarinete y enúltima instancia, al rango de configuración de violín y violonchelo. Esta amplia gama de armónicos orquestales se expresa artísticamente para un solo instrumento a lo largo de la composición. 
Los dos primeros movimientos se acoplan en un segmento sin costura. Se puntuaron en tiempo 2/4 y tiempo 4/4 en la clave de Do major marcada Allegro non troppo. La final también se anotó en Do mayor en tiempo 4/4 y tiempo 3/4 y se marca como Moderato con moto.

### Primer y secundo movimiento
Los dos primeros movimientos de la obra se juntan y se califican en Do mayor en tiempo 2/4 y 3/4 con el tiempo marcado Allegro non troppo. Se abren con un glissando que abarca más de dos octavas en la voz de agudos que culmina en la declaración del tema principal centrado en dos estructuras de acordes de percusión. Esto conduce a una serie de arpegios rítmicos de la clave de Do sostenido menor, seguidos de una serie de agrupaciones decrecientes de dieciseisavos que se hacen eco del tema principal. El tema se reafirma posteriormente en la clave de Mi bemol mayor y, finalmente, avanza en la clave de Fa bemol. El motivo temático pronto desciende a la voz grave, donde anuncia un arpegio en la voz aguda.
Desarrollo del tema ahora transpira en 4/4 tiempo. La clave cromática cambia de la clave de D mayor a Sol menor a la de Re menor a la clave de
Do mayor y un retorno a tiempo 2/4. El tema está recapitulado en Sol mayor y desarrollado como un scherzo marcado Legato e dulce. Una reafirmación de los acordes de percusión generalizada del tema principal se produce en la voz de los agudos poco después. Esto culmina en un arpegio y un retorno a 4/4 tiempo.
Otra serie de glissandos en la voz de los agudos conduce a una breve cadenza. Esto prefigura otro arpegio que lleva los dos movimientos a una conclusión percusiva.

### Final
La final se anotó en la clave de Do mayor en 4/4 tiempo y 3/4 tiempo y se marca como Moderato con moto. Un tema principal rítmico se expresa mezzo forte en la voz de los aguidos a través de una serie de decimosextas notas que conducen a un scherzo que se expresa en octavas. Una serie de modulaciones clave expresadas a través de decimosextas notas ascendentes desde Do mayor a Mi mayor en la tecla de Si bemol finalmente lleva oyente de regreso a Do mayor. Esto es apoyado por el movimiento contrario en la voz de bajo. Una recapitulación del desarrollo con marcas crecientes de crescendo se suma a las tensiones que caracterizan este movimiento.
El clímax se logra en forma de un glissando en la voz aguda que anuncia un nuevo arpegio. Una serie de trino acentuados en claves musicales menores marcadas con trepitoso forman la base para una transición de regreso a la Do mayor y la conclusión de trabajo.

## Archivo
- The John J. Serry Collection - University of Rochester's Eastman School of Music - Sibley Music Library. Se han donado copias de la partitura del Concierto para Acrodeón de Bajo Gratuito en beneficio de investigadores y estudiantes de la Biblioteca de Música Sibley de la Escuela de Música Eastman para fines de archivo dentro del Departamento de Colecciones Especiales Ruth T. Watanabe.[6][7][8]

- United States Library of Congress: Copyright Office: Además, el compositor presentó una copia de la partitura en al Oficina de Derechos de Autor de la biblioteca del Congreso Estados Unidos en 1968 y una copia revisada de la partitura fue archivada posteriormente en la Oficina de Derechos de Autor de la Biblioteca del Congreso de Estados Unidos en 2007 por parte de la familia del compositor tras la muerte de éste.[5][9]